# عز الدين سليم
عز الدين سليم  (1943- 17 مايو 2004)، رئيس سابق لمجلس الحكم العراقي الانتقالي.

## ولادته
ولد عبد الزهراء عثمان محمد في يوم 23 مارس/آذار عام 1943م السابع عشر من ربيع الأول 1362هـ. وكانت ولادته في قرية (الهوير) التابعة إدارياً إلى مدينة البصرة الواقعة في جنوب العراق. كان عبد الزهراء عثمان محمد الولد البكر لوالده.

## دراسته
دخل بين الرابعة والخامسة من عمره في الكتّاب لتعليم القرآن، حيث لم يكن في منطقة (الهوير) وما حولها من القرى القريبة مدرسة ابتدائية، ولا غيرها، وكانت الأمية متفشية جداً في هذه المناطق وغيرها من مناطق العراق، وفي المنطقة الجنوبية على نحو الخصوص، ولولا الكتاتيب القليلة، لانعدمت القراءة والكتابة.
وفي عام 1952م أسست الحكومة «مدرسة الهوير الابتدائية» ودخل فيها في الصف الأول الابتدائي، وبعد إكمال دراسته الابتدائية انتقل إلى مدينة القرنة التي تبعد حوالي 30 كم عن محل سكنه.
أكمل الدراسة في قضاء القرنة، وحصل على شهادة المتوسطة. ولم يكن في البصرة يوم ذاك جامعة، وإنما على الطالب البصري إذا أراد أن يكمل دراسته الجامعية أن يذهب إلى بغداد، مما اضطره إلى الدراسة في دار المعلمين.
أنهى دراسته الأكاديمية عام 1964م ومارس مهنة التدريس في العراق والكويت في عام 1965م إلى عام 1980م، حيث درّس العربية والتاريخ والاجتماعيات في المدارس وعلى مراحل مختلفة.

## مؤلفاته
اهتم بالتأليف والتثقيف، وكتابة المقالات العلمية منذ عام 1967م، حتى صدر له أول كتاب عام 1969م، بعد مشاركته في مسابقة التأليف العالمية عن سيرة الصديقة فاطمة بنت الرسول، حيث فاز كتابه الزهراء فاطمة بنت محمد بالجائزة الثانية.
ثم واصل الكتابة الفكرية والعلمية، حيث صدرت له عشرات الكتب في السيرة، العقيدة، التاريخ، السياسة، والثقافة العامة منها:
1ـ محمد رسول الله (ص) عرض ميسر لسيرته الطاهرة.
2ـ أمير المؤمنين عرض ميسر لسيرته الطاهرة.
3ـ فاطمة بنت محمد.
4 ـ الصديقة الزهراء بين المحنة والمقاومة.
5 ـ سيرة الإمام الحسن.
6ـ سيرة الإمام الحسين.
7ـ خلفيات ثورة الحسين.
8ـ ثورة الحسين قراءة جديدة.
9ـ الإمام علي بن الحسين.
10ـ سيرة الإمام الباقر.
11ـ الحركة التغييرية عند الإمام الصادق.
12ـ هكذا تحدث الرضا.
13ـ الإمام الجواد مكانته الدينية، ظروفه السياسية.
14ـ المعارضة السياسية في تجربة أمير المؤمنين.
15ـ الإمامة في الرسالة الإسلامية.
16ـ التعددية وأخلاقية الحوار في الإسلام.
17ـ التعددية والحوار.
18ـ الشهيد الصدر رائد حركة التغيير في العراق.
19ـ هكذا نقرأ التاريخ.
20ـ مكانة الإنسان في الإسلام.
21ـ دور المساجد في حياة المسلمين.
22ـ أبحاث في شؤون النهضة.
23ـ الحجاب الإسلامي.
24ـ المرأة ودورها المغيب.
25ـ المرأة في ظل المجتمع الإسلامي.
26ـ أم المؤمنين خديجة بنت خويّلد سلام الله عليها.
27ـ أبو طالب الصحابي المفترى عليه.
28ـ معالم على الطريق.
29ـ من حصاد التجربة.
30ـ حديث الغدير: رواته ـ ظروفه ـ معطياته الحضارية (الكتاب الذي فاز بالجائزة الثانية في مسابقة التأليف العالمية للكتابة عن الغدير، بمناسبة مرور أربعة عشر قرناً عليه).
31ـ شاه عبد العظيم الحسني: سيرته ومسنده.
32ـ التربية الإسلامية: عرض للمباديء العامة.
33ـ الإسلام ورسالته الخالدة (الكتاب الذي كان يطبع باسم محمد أبو المجد).
34ـ آية التطهيـر: دراسـة في المداليـل والأهـداف.
35ـ سيرة الأئمـة محاولـة لتقويـم المنهـج.
36ـ العقـدة القرشيـة في حركـة أحداث التاريـخ.
37ـ قضايا وأبحاث سياسية.
38ـ الفقر دراسة وعلاج.
39ـ تلخيص كتاب التوحيد للشيخ الصدوق.
40 ـ تحقيق كتاب الملهوف على قتلى الطفــوف.
41ـ الشباب مشاكل وحلول.
42 ـ القيمة الحضارية للشريعة الإسلامية.
43 ـ تفسير سورة القدر.
44ـ تفسير سورة التوحيد.
45ـ تفسير سورة التكاثر.
46ـ تفسير سورة الكوثر.
47ـ مكانة الصحابة عند المسلمين.
48ـ هل يحتاج القرآن إلى قيم.
49ـ الاختلاف المركزي بين السنة والشيعة.
50ـ من بنود منهاج الأئمة في البناء والتغيير.
51ـ المفاصل الرئيسية لقضية الإمامة من خلال حديث الإمام الصادق.
52ـ المرأة التي زَوّجَهَا الله.
53ـ حول تشكيل العقل السليم.
54ـ الثورة الإسلامية في إيران من منظور حضاري.
55ـ ضوء على خط السير.
56ـ لماذا الصوم؟.
57ـ وصية الإمام علي لولده محمد بن الحنفيـة.
58ـ بين المسـاواة والمرونـة.
59ـ الهدف والأسلوب.
60ـ صفحات من أيامي الكتاب الذي أوصى بطبعه بعد وفاته.
61ـ حوارات في الحركة الإسلامية المعاصرة الكتاب الذي أوصى بطبعه بعد وفاته.
62ـ التحرك الإسلامي في مدينة البصرة.
63ـ نهج البلاغة ـ النصوص الكاملة.
64ـ الإسلام مباديء وتطبيقات.
65ـ تاريخ الشيعة المعاصر.
وهناك مجموعة كبيرة من الأبحاث والدراسات والكراسات التي سوف تنشر ضمن سلسلة (هذا بلاغ للناس) في مؤسسة الشهيد عز الدين سليم الثقافية، منها:
1ـ الإنفاق في الشريعة الإسلامية.
2ـ التبشير.
3ـ الأصالـة والتجديـد.
4ـ قضية النبوة من خلال المنطق العلمي.
5ـ الإمامة لماذا وإلى أين؟
6ـ دعوة محمد (ص): دراسة في الوسائل.
7ـ الحج.
8ـ على طريـق النهضـة.
9ـ حـول مفهـوم الانغـلاق علـى الـذّات.
10ـ صلح الإمام الحسن.
11ـ نظرة قرآنية للعمل الاجتماعي.
12ـ موقفنا من المصطلحات الحديثة.
13ـ هوامش على دفتر التاريـخ.
14ـ التاريخ يعيد نفسه.
15ـ النية: المعيار الإسلامي لتقييم العمل.
16ـ حول عبد الله بن سبأ.
17ـ تعدد الرسالات.
18ـ العبادة في الإسلام: الأبعاد والمضامين.

## العمل الثقافي والإعلامي
منذ الستينيات عرف عز الدين سليم في الصحف والمجلات الثقافية في العراق والكويت ولبنان، نذكر منها:
1ـ مجلة التضامن الإسلامي ـ النجف.
2ـ مجلة رسالة الإسلام ـ بغداد.
3ـ مجلة المنطلق ـ بيروت.
4ـ مجلة الجهاد ـ طهران.
5ـ مجلة رسالة التقريب ـ طهران.
6ـ مجلة رسالة الثقلين ـ طهران.
7ـ أشرف على إصدار صحيفة المجلس الأعلى للثورة الإسلامية في العراق الصادرة في طهران اثنتي عشر عاماً اعتباراً من عام 1983م.
8ـ كان عضواً في هيئة تحرير مجلة التقريب بين المذاهب الإسلامية لعدة سنوات ثم رئيساً لها في طهران.
9ـ كان أحد المؤسسين لدار التوحيد في الكويت والذي تغير اسمه بدار البلاغ في طهران فيما بعد، وله العشرات من المؤلفات في ذلك المركز الثقافي.
10ـ ساهم في كتابة كثير من الصحف والمجلات السياسية، والثقافية، والدينية وله مئات الأبحاث المنشورة في تلك المنابر.
11ـ كان أحد المشرفين على المركز الإسلامي للدراسات السياسية الذي أسس في طهران منذ عام 1981م، بواسطة عدد من المثقفين العراقيين المهاجرين، وكانت له عشرات الأبحاث السياسية التقرير السياسيn الذي كان يصدره المركز لعدة سنوات.
12ـ أشرف على كتابة رسائل علمية في مرحلة الماجستير والدكتورا.
13ـ أسس المركز الوطني للدراسات الاجتماعية والتاريخية في مدينة البصرة بعد سقوط النظام البعثي عام 2003م.
14ـ له المئات من المحاضرات المسجلة التي ألقاها على الكادر الإسلامي في مجال العقيدة، والسيرة، والتاريخ، والفقه، والسياسية.
استمر سليم في ممارسة مهام عمله كرئيس دوري لمجلس الحكم الانتقالي إلى أن تم اغتياله في 17 مايو 2004 بتفجير سيارة مفخخة تزامنت مع مرور موكبه في حي الحارثية قرب أحد مداخل المنطقة الخضراء حيث مقر الحكومة العراقية وقد تبنى تنظيم القاعدة عملية الاغتيال.

## العمل السياسي
• انتمى في أثناء دراسته الأكاديمية إلى الحركة الإسلامية، إذ مارس العمل السياسي التنظيمي منذ بدايات شبابه، وسجن مرات عديدة أيام حكم حزب البعث للعراق، حتى صدر عليه حكم الإعدام، مما اضطره إلى مغادرة الوطن وممارسة نشاطه العلمي والسياسي خارج العراق بأسماء مستعارة، كمحمد أبو المجد وفرج الله منتظر وعبد الله سعيد العبادي ومحمد مزهر وأشهرها عز الدين سليم.
• وفي عام 1961م، عمل عز الدين سليم ضمن تنظيم (الدعوة الإسلامية) في العراق الذي عرف إعلامياً بحزب الدعوة فيما بعد وتدرج في التنظيم حتى أصبح أحد قيادييه. في عـام 1975م اعتقل في محـافظة البصـرة ونقـل إلى مديريـة أمن الديوانية بتهمة انتمائه للتنظيم المذكور ثم أطلـق سراحه بأعجوبة بعد عدم التعرف على شخصيته، وطُورد في نهاية نفـس العام مرة ثانية، ممـا اضطره إلى الهجرة خارج العراق.
• غادر العراق إلى الكويت سراً وعاش فيها خمس سنوات وباشر العمل ضد النظام العراقي آنذاك مع عدد من الناشطين العراقيين منهم السيد هاشم الموسوي، وبعد انكشاف عملهم غادر إلى إيران في بداية عام 1980م.
• في عام 1980م ظهرت اختلافات في قيادة الدعوة، فشكّل عز الدين سليم ومجموعة من العاملين (حركة الدعوة الإسلامية).
• عمل عضواً في المجلس الأعلى للثورة الإسلامية في العراق منذ تأسيسه عام 1983م.
• ثم تسلم مسؤولية الإشراف على إعلام المجلس الأعلى لأكثر من خمسة عشر عاماً.
• كان عضواً في الشورى المركزية للمجلس الأعلى أكثر من عشر سنوات، ومسؤولاً للجنة الثقافية المركزية في المجلس.
• ترك العمل في المجلس الأعلى عام 2001م.
• كان عز الدين سليم أحد المؤسسين لاتحاد القوى الإسلامية العراقية الذي تأسس في طهران، ثم صار أميناً عام للاتحاد.
• شارك في فعّاليات المعارضة الوطنية في المهجر، حيث كان عضواً في مؤتمر صلاح الدين عام 1992م، وكان عضواً في مجلسه التنفيذي، وشارك في اجتماعات السليمانية التداولية.
• ثم شارك في اللجنة التحضيرية لمؤتمر لندن الذي عقد قبل سقوط نظام صدام حسين، وتمّ اختياره عضواً في لجنة المتابعة والتنسيق التي انبثقت من مؤتمر لندن وحضر اجتماعها الأول في أربيل قبل سقوط نظام صدام حسين بأسابيع.
• عاد إلى العراق في 17/5/2003م وقد استقبل استقبالاً حاشداً من قبل الجماهير.
• كان عز الدين سليم عضواً في مجلس الحكم العراقي منذ تأسيسه حتى اغتياله.
• كان أحد المؤسسين للبيت الإسلامي الذي تأسس في بغداد بعد سقوط النظام العراقي.
• تسلم رئاسة مجلس الحكم العراقي في 1/5/2004م، أثر تصويت أكثرية أعضاء المجلس لرئاسته.

## إغتياله
اغتيل عز الدين سليم في صباح يوم الاثنين المصادف 17/5/2004م من قبل جماعة التوحيد والجهاد المرتبطة بالقاعدة، في نفس التاريخ الذي دخل فيه العراق قبل عام، ومعه رفيق دربه وصديقه المقرب طالب قاسم الحجامي (أبو محمد العامري)، وابن أخيه ابن أسعد عبد الإمام عثمان، وأربعة من الحماية الشخصية هم: نزار حسين، حسين نعمه خلف، صادق جعفر، علي صبار.

## وصلات خارجية
- عزالدين سليم من موقع قناة الجزيرة.